# Донат, Джудит
Джудит Донат (англ. Judith Donath; родилась 7 мая 1962) — американский специалист по современным медиа, научный сотрудник Беркманского центра Гарвардского университета. и основательница «Группы общественных медиа» (англ. Sociable Media Group) Медиа-лаборатории МИТ.. Автор научных издании по различным вопросам феномена Интернета.

## Биография
Окончила Йельский университет (1983), защитила диссертацию «Населяя виртуальный город: Обустройство социальной среды в электронном сообществе» (англ. Inhabiting the Virtual City: The Design of Social Environments for Electronic Communities; 1996, Массачусетский технологический институт).
Директор Группы по изучению социальных медиа при Массачусетском технологическом институте. Научный сотрудник Беркмановского центра изучения интернета и общества при Гарварде. Занимается, в частности, вопросами множественной виртуальной идентичности (ситуаций, когда один реальный человек представлен несколькими виртуальными личностями в одном виртуальном пространстве). Первой в научном сообществе описала интернет-троллинг в работе «Идентичность и вымысел в виртуальном сообществе» (1996). Является одним из соавторов проекта «Chit Chat Club».